# Besenello
Besenello est une commune italienne d'environ 2 800 habitants située dans la province autonome de Trente dans la région du Trentin-Haut-Adige dans le nord-est de l'Italie. Cette commune est également réputée pour être le point de départ du col le plus dur d'Europe, la Scanuppia.

## Géographie
La montée Scanuppia - Malga Palazzo part de la commune. Elle est réputée pour la difficulté de ses pentes.

## Administration
| Période                                  | Période  | Identité        | Étiquette | Qualité |
| ---------------------------------------- | -------- | --------------- | --------- | ------- |
| 9 mai 2005                               | En cours | Carmen Manfrini |           |         |
| Les données manquantes sont à compléter. |          |                 |           |         |

### Hameaux
Compet, Dietrobeseno, Acquaviva, Golla, Màsera, Ondertòl, Posta Veccia, Sottocastello

### Communes limitrophes
Les communes limitrophes sont  Aldeno, Altopiano della Vigolana, Calliano, Folgaria, Nomi et Trente.